# Jerzy Łukaszewski
Jerzy Łukaszewski (Trzebieszów, Polen, 21 juli 1924 - Brussel, 3 juni 2020) was een Pools-Belgisch hoogleraar en diplomaat.

## Levensloop
Łukaszewski volbracht zijn universitaire studies aan de universiteit van Poznań en behaalde er een doctoraat in de rechten en een Master in economische en politieke wetenschappen. Hij doorliep vervolgens een universitaire, administratieve en diplomatieke loopbaan:
- 1951-1957, assistent, vervolgens docent aan de Katholieke Universiteit van Lublin.
- 1957-1959, studie en onderzoek aan de Harvard-universiteit, met een beurs van de Ford Foundation.
- 1959-1961, internationaal ambtenaar bij de Internationale Arbeidsorganisatie in Genève. De Poolse regering protesteerde omdat hij was benoemd zonder door haar te zijn voorgedragen. Hij moest noodgedwongen ontslag nemen en besliste niet naar Polen terug te keren. Hij werd in België als politiek vluchteling aanvaard en verkreeg de grote naturalisatie.
- 1961-1963, onderzoeker aan het Europacollege in Brugge.
- 1963-1972, docent politieke wetenschappen aan het Europacollege.
- 1967-1985, hoogleraar aan de Faculteit Rechten in Namen.
- 1972-1990, rector van het Europacollege, in opvolging van Hendrik Brugmans. Hij gaf de eerste impulsen voor de verdere uitbreiding van het College en de vermeerdering van het aantal studenten (59 in 1972 - 200 in 1990).
- 1990-1996, ambassadeur van Polen in Parijs.
- 1998-2002, lid van het Comité opgericht door de Poolse regering voor de Europese integratie.
- Sinds 2005, lid van de GPA (Group of Political Analysis), adviesgroep ten behoeve van de Voorzitter van de Europese Unie.

## Publicaties
Łukaszewski heeft meer dan 200 publicaties op zijn naam, in verschillende talen, meestal gewijd aan Europese onderwerpen.

## Onderscheidingen
- België: Commandeur in de Leopoldsorde
- België: Grootofficier Orde van Leopold II
- Frankrijk: Commandeur Erelegioen
- Frankrijk: Grootofficier Ordre National du Mérite
- Duitsland: Grootkruis Bundesverdienst
- Italië: Commandeur Ordo del Merito
- Polen: Commandeur Orde Polonia Restituta met ster
- Eredoctoraat van de Universiteit van Aix-Marseille